# Hareschloß
Bei dem Hareschloß handelt es sich um eine vermutete Turmburg aus dem Hochmittelalter, welche inzwischen verschwunden ist. Es finden sich nur noch Bodenreste bei Zorn in der hessischen Gemeinde Heidenrod. Sie darf nicht verwechselt werden mit der rund einen Kilometer entfernt liegenden Ringwallanlage Alte Schanz.

## Anlage
Die Burgstelle befindet sich am auslaufenden Ende eines Bergrückens im Walddistrikt „Eichnert“. Vom Bergrücken wurde die Anlage durch einen Halsgraben abgetrennt. Der Zugang war wahrscheinlich über oder durch den Halsgraben gegeben. Mittig oberhalb des Grabens findet sich eine Mulde, die vermutetermaßen einen Gebäudestandort anzeigt.
Expertenseitig wird davon ausgegangen, dass es sich bei der Burg weitestgehend um eine Holzkonstruktion handelte. Bearbeitete Steine, welche auf Mauerwerk hindeuten, finden sich allerdings auch.

## Geschichte
Zur Geschichte oder den Besitzern der Anlage ist nichts bekannt. Wahrscheinlich gehörte sie aber nassauischen oder katzenelnbogischen Gefolgsleuten.

## Denkmalschutz
Der Bereich der Anlage ist ein Bodendenkmal nach dem Hessischen Denkmalschutzgesetz. Nachforschungen und gezieltes Sammeln von Funden sind genehmigungspflichtig, Zufallsfunde an die Denkmalbehörden zu melden.

## Bilder

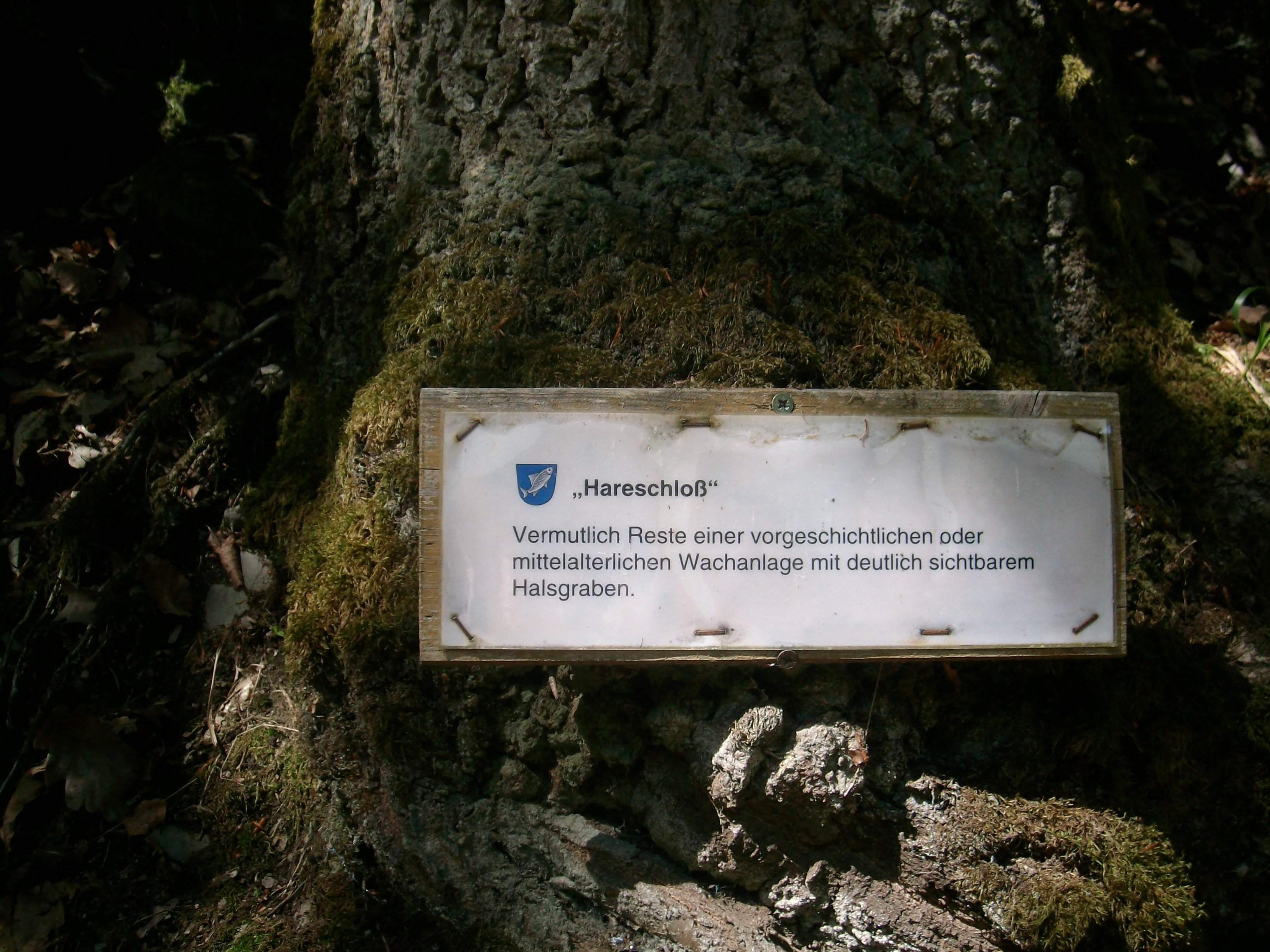
Informationstafel
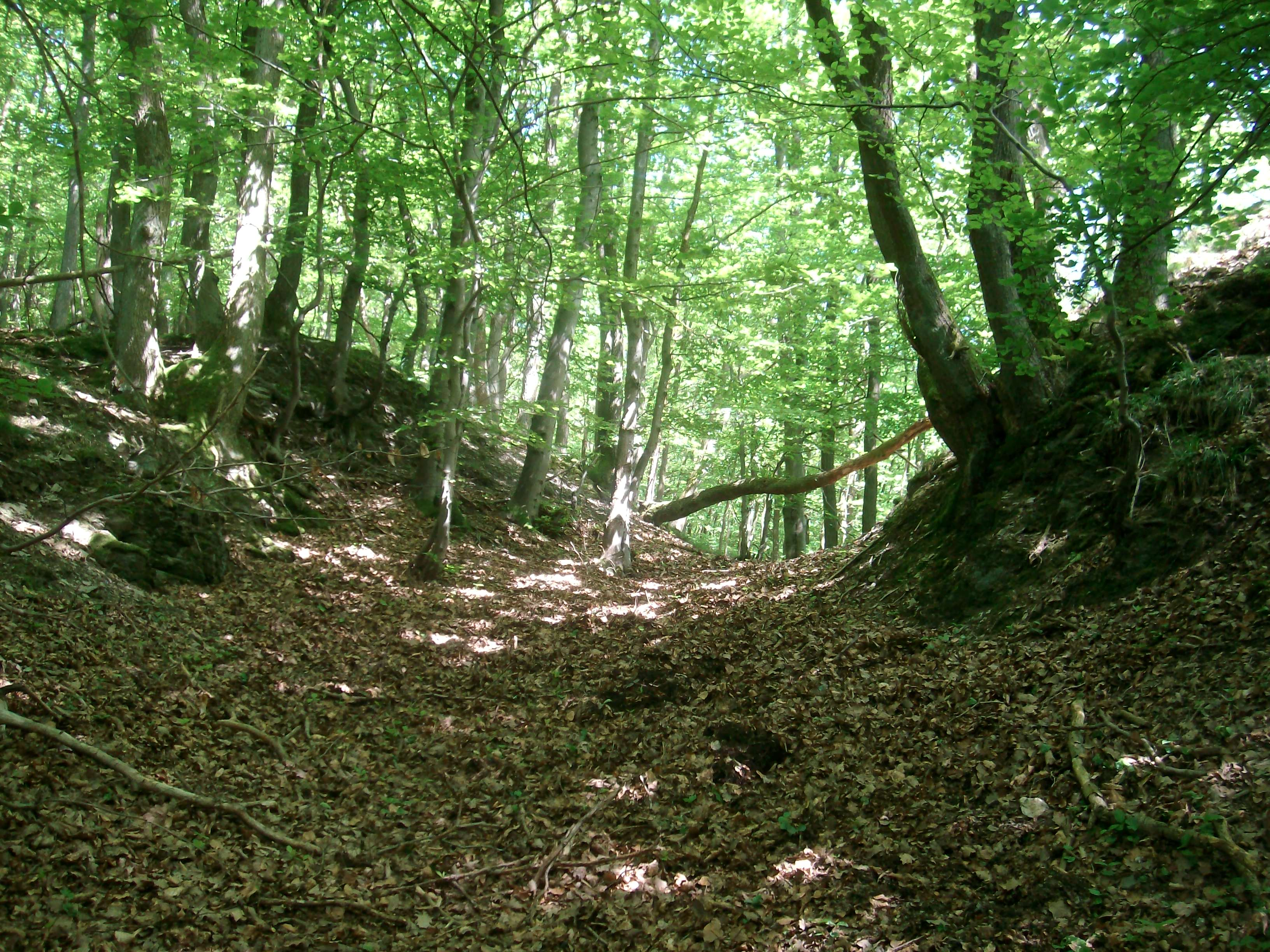
Halsgraben
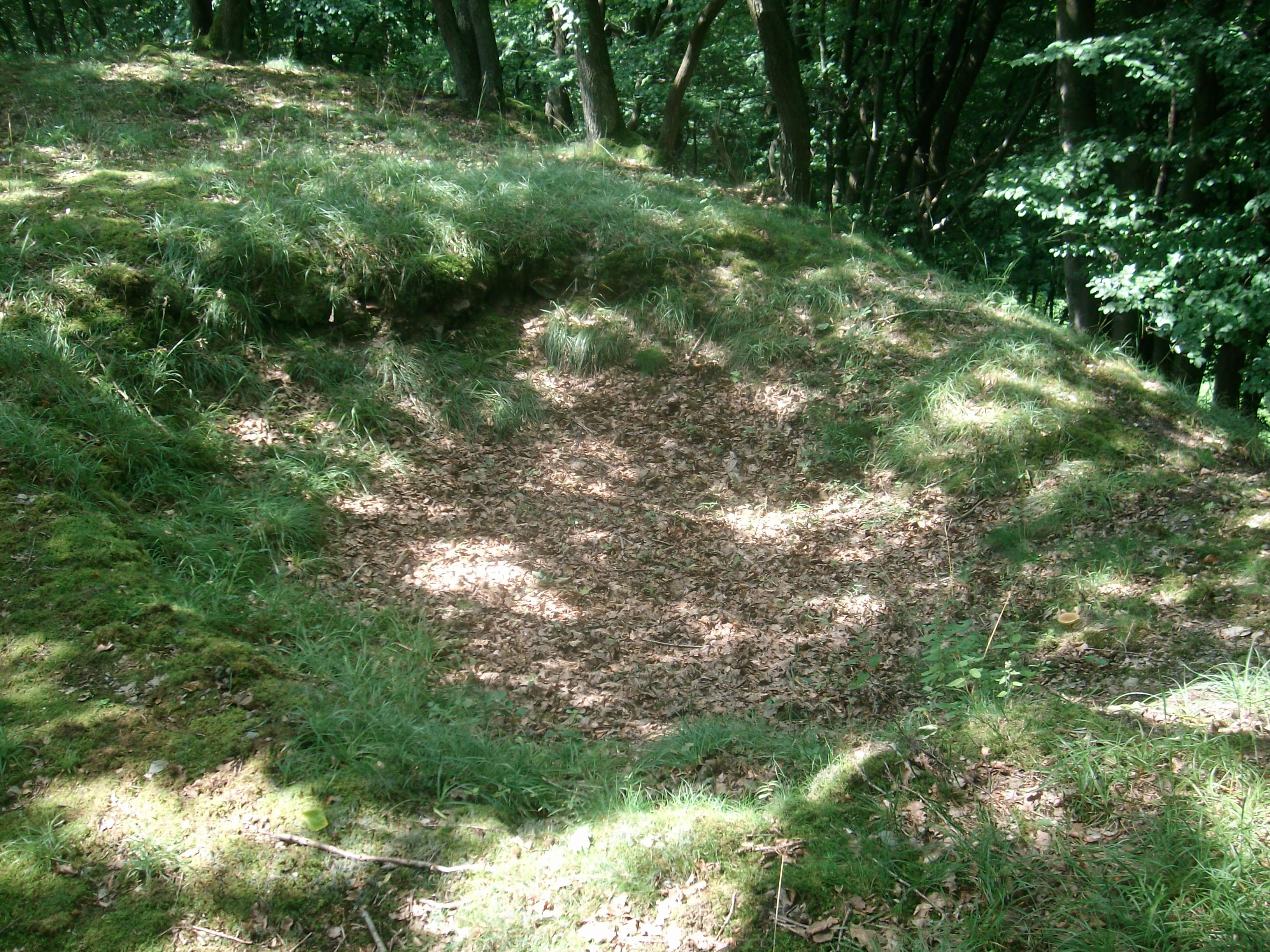
Die Vertiefung, welche als Gebäudestelle interpretiert werden kann
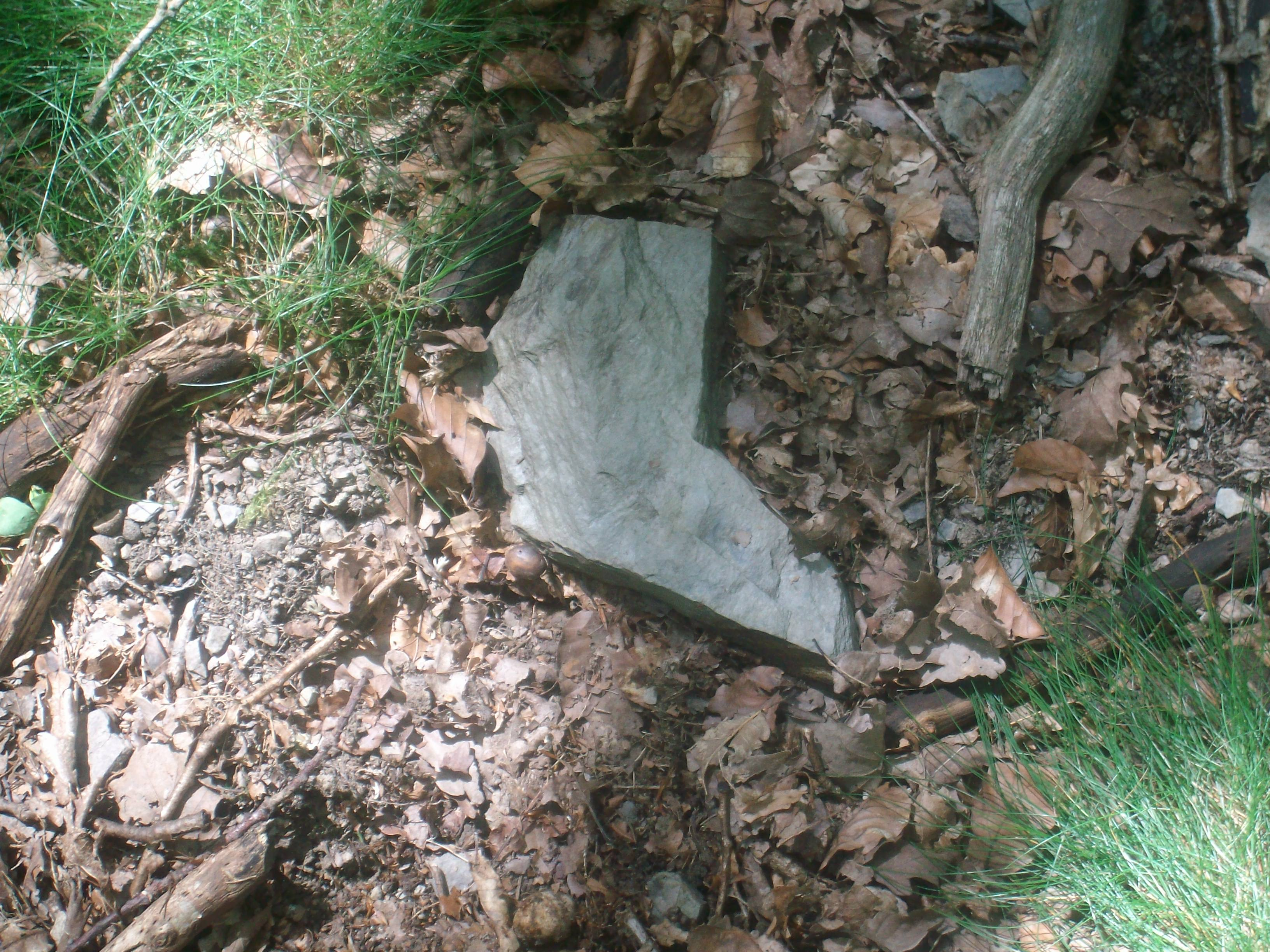
Bearbeiteter Stein aus dem Mauerwerk